# Анонімність
Анонімність (прикметникова форма «анонімний») — походить від грецького слова ἀνωνυμία, анониміа, що означає «без імені» або «безіменність». В усному мовленні слово «анонімний» використовують для опису ситуацій, де ім'я дійової особи невідоме. Деякі письменники стверджували, що безіменність, хоч і є технічно правильним трактуванням, не охоплює основної суті поняття анонімності. Важливою ідеєю є те, що особа є невпізнаваною, недосяжною або невідстежуваною. Анонімність розглядають як техніку або шлях усвідомлення певних інших цінностей, як, наприклад, приватність чи свобода.
Важливим прикладом того, що анонімність не лише захищена, але і забезпечена законом, є голос на таємному голосуванні. У багатьох інших ситуаціях (таких, як розмова між незнайомими, купівля певного продукту чи послуги в крамниці), анонімність традиційно вважається природною. Також існують різноманітні ситуації, в яких особа може воліти замовчати свої особові дані. Благодійністю часто займаються анонімно, коли благодійник не бажає бути знаним. Особа, що почувається під загрозою, також може вдатись до анонімності задля зменшення загрози. Свідок злочину заради власної безпеки та для уникнення відплати може анонімно телефонувати на гарячу лінію повідомлень про злочини. Злочинці можуть діяти анонімно, щоб приховати свою участь у злочині. Анонімність може також виникнути ненавмисне, через втрату ідентифікаційної інформації з плином часу чи внаслідок руйнівного випадку.
В певних ситуаціях, однак, анонімність може бути незаконною. Для прикладу, у 24 штатах США діє закон «зупини та ідентифікуй» (англ. «stop and identify»), який зобов'язує особу ідентифікувати себе на вимогу працівника поліції, що її зупинила. В Німеччині люди мають вказувати своє ім'я біля дверей свого дому.
Термін «анонімне повідомлення» зазвичай стосується повідомлення, в якому не вказано відправника. В багатьох країнах анонімні листи захищено законодавством і вони підлягають транспортуванню на загальних підставах.
В математиці, у зверненні до довільного елементу (напр. людини, об'єкту, комп'ютера) у чітко визначеній множині (яку називають «анонімною множиною»), «анонімність» цього елементу стосується його властивості бути невпізнаваним в межах цієї множини. Якщо він не є впізнаваним, тоді цей елемент вважають «анонімним».

## Псевдонімність
Буває, що особі потрібно мати можливість встановити довготривалі стосунки (на кшталт репутації) з певною іншою сутністю, без обов'язкового розкриття цій сутності особових даних. В такому разі може стати в пригоді створення унікального ідентифікатора, під назвою псевдонім, з іншою сутністю. Прикладами псевдонімів є криптоніми, ніки (нікнейми), номери кредитних карток та/або банківських рахунків, студентські номери тощо. Псевдонім дає змогу іншій сутності пов'язувати різні повідомлення від одної особи та, відповідно, встановити довготривалі стосунки. Псевдоніми є дуже поширеним явищем у соціальних мережах та інших віртуальних комунікаціях, хоча останнім часом сервіси на кшталт Google намагаються знеохотити псевдонімність.
Того, хто використовує псевдонім, строго вважатимуть користувачем «псевдонімності», а не «анонімності», проте останню часом використовують для позначення обох явищ (в загальному, ситуацію, за якої легальні особові дані людини приховано).

## Психологічний ефект

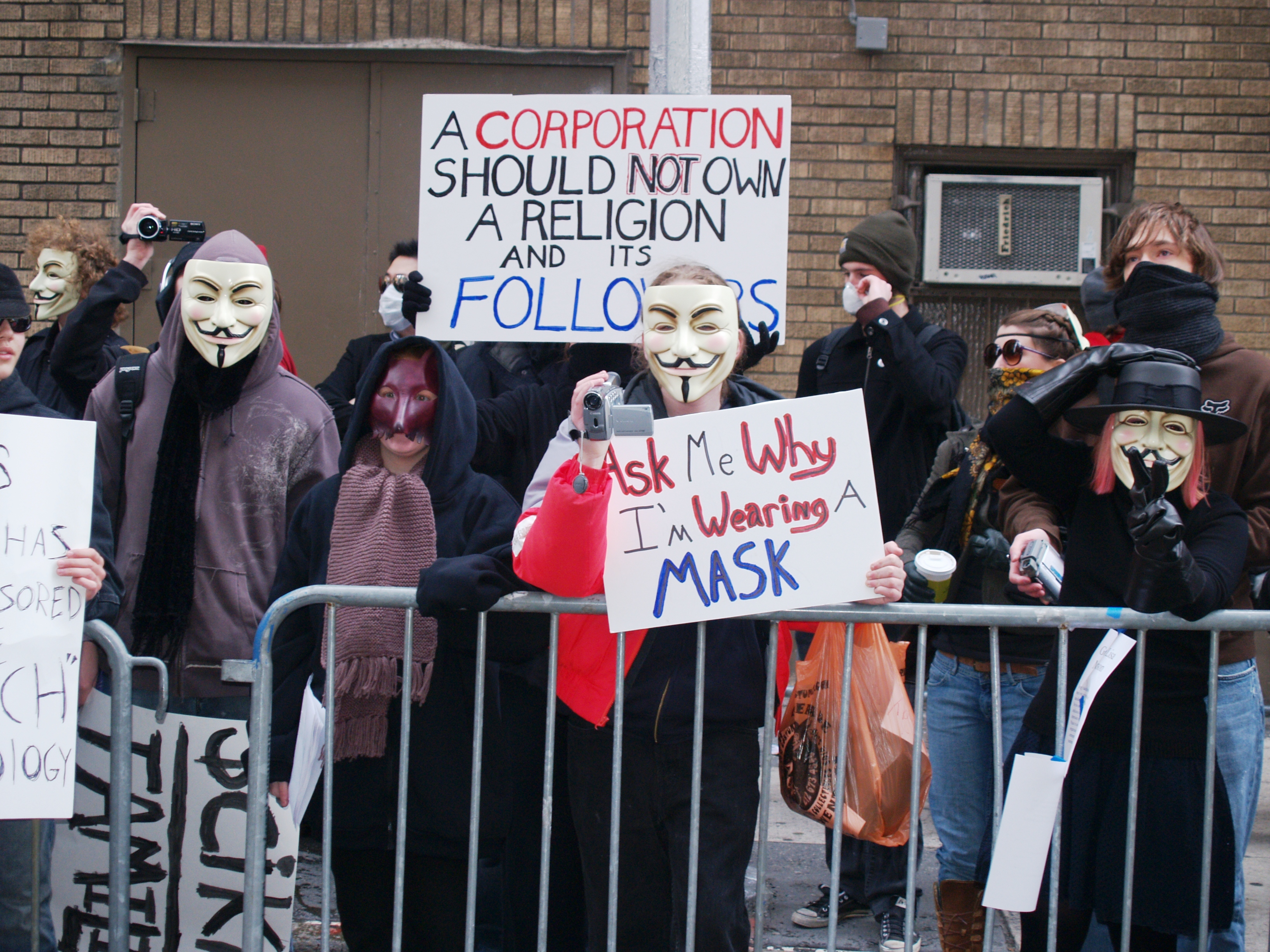
Протестувальники біля центру саєнтології, 10 лютого 2008 року, одягнені в маски, шалики, каптури та сонцезахисні окуляри для приховання облич, та в рукавиці і довгі рукави, щоб не залишити відбитків пальців.

## Анонімність у благодійності
Є кілька аспектів анонімності у площині благодійності. Перший — коли пожертва до великої благодійної організації приховує кінцевого отримувача від особи, що здійснює цю пожертву, і другий — анонімний внесок приховує благодійника як і від кінцевого отримувача, так і від усіх інших. Це стається з багатьох причин. Анонімна благодійність давно була поширеним та стійким приписом багатьох етичних та релігійних систем, так само, як і розповсюдженою практикою людської діяльності. Благодійник може воліти не встановлювати жодних стосунків з отримувачем, особливо якщо останнього сприймають як непривабливого. Благодійники також можуть не хотіти викривати себе як таких, що здатні на пожертв. Благодійник може хотіти зробити світ кращим лише за умови, що ніхто не дізнається, хто це зробив, аби уникнути публічності через свою сором'язливість.

## Проблеми, пов'язані з анонімністю
Спроби бути анонімним не завжди мають підтримку в суспільстві.
Часом анонімність суперечить правилам та процедурам форм правління або приватних організацій. В Сполучених Штатах розкриття особових даних є обов'язковим для здійснення голосування, хоча таємність останнього оберігає зроблений вибір особи від розкриття. В аеропортах більшості країн пасажири не можуть сідати в літак, поки не засвідчать свою особу працівникам безпеки авіаліній або транспортування, зазвичай за допомогою посвідчення.
З іншого боку, деякі правила та процедури вимагають анонімності.

## Анонімність у пресі
Більшість сучасних новинних видань приписують свої статті окремим редакторам чи інформаційним агенціям. Винятком є британський тижневик Економіст. Уся британська преса публікує передові статті анонімно. Економіст повністю перейняв цю політику, стверджуючи «Багато рук пишуть Економіст, але він говорить колективним голосом». Ґардіан вважає, що «люди частіше говорять чесно, якщо мають можливість робити це анонімно». Згідно зі словами Роса Імана у його книзі Журналістика від А до Я, аж до середини 19 сторіччя більшість письменників Великої Британії, особливо менш відомих, не підписували свої роботи у газетах, журналах та оглядах.

## Анонімність в інтернеті
Анонімус (угруповання)
Анонімус (використовується як незліченний іменник) — це міжнародна мережа активістів та хактивістських одиниць. Вебсторінка, що номінально асоційована з групою, описує її як «інтернет-зібрання» з «дуже вільною та децентралізованою командною структурою, що діє радше на основі ідей, аніж директив». Група стала загальновідомою через ряд ґрунтовно розповсюджених публічних трюків та розгалужених DDoS атак на владні, релігійні та корпоративні вебсторінки. Образом, який зазвичай асоціюють з Анонімусом, є «людина без голови», що представляє анонімність та організацію без лідера.

### Досвід британських розробників
Інтернет-провайдера Brass Horn Communications заявили про створення нової сім-карти, що забезпечує повністю анонімне з'єднання. Перш ніж почати нею користуватися, її слід налаштувати: створити нове ім'я точки доступу, аби пристрій міг під'єднатися до нової мережі. Окрім цього, на гаджеті треба встановити і запустити Orbot від творців Tor. Ця програма використовується для шифрування інтернет-трафіку. Загалом Brass Horn надає всі потрібні інструкції.
Сім-карта працює на території Великої Британії, тобто йдеться лише про мобільний інтернет від Brass Horn. Ба більше, якщо користувач зайде до мережі через Wi-Fi, на захист розраховувати не варто.

## Правовий захист анонімності
Багато хто сприймає анонімність як право, особливо в інтернет-спілкуванні. Часткове право на анонімність до певної міри захищене законом у різних юрисдикціях.

### Європейський Союз
Право на анонімність в інтернеті також згадується в європейському законодавстві, яке визнає фундаментальне право на захист особових даних та свободу висловлювання. Європейська Хартія про права людини у статті 9 під назвою «Свободи» визнає право кожного на захист особових даних. Право на приватність зараз є по суті правом людини мати і підтримувати контроль інформації, що її стосується. 

### Міжнародне законодавство
Одним з найсуперечливіших міжнародних актів з цього питання є Торговельна угода проти контрафакту (Anti-Counterfeiting Trade Agreement, ACTA). Станом на лютий 2015 року договір було підписано — проте не ратифіковано — 31 штатом, а також країнами Євросоюзу. 4 жовтня 2012 року Японія першою підписала цей договір. Він створює міжнародний режим для застосування цивільно-правових та кримінальних покарань за фальсифікації та порушення авторських прав в Інтернеті. І хоча угода є міжнародно нечіткою, надаючи учасникам можливість обирати точні правила самостійно, критики вважають, що це може вилитись у обшуки персональних комп'ютерів невинних подорожніх з метою виявлення неліцензованої музики, чи запроторення за ґрати через перевезення ліків загального призначення. Порушників можуть звинуватити у загальних втратах потенційних продажів (натякаючи, що всі, хто купує контрафактний товар, придбали б справжню річ). Це стосується і ненавмисного використання матеріалу, захищеного авторським правом. Відповідальність за дотримання законів на різних територіях угода покладає на власників вебсторінок. 

## Анонімність та політика

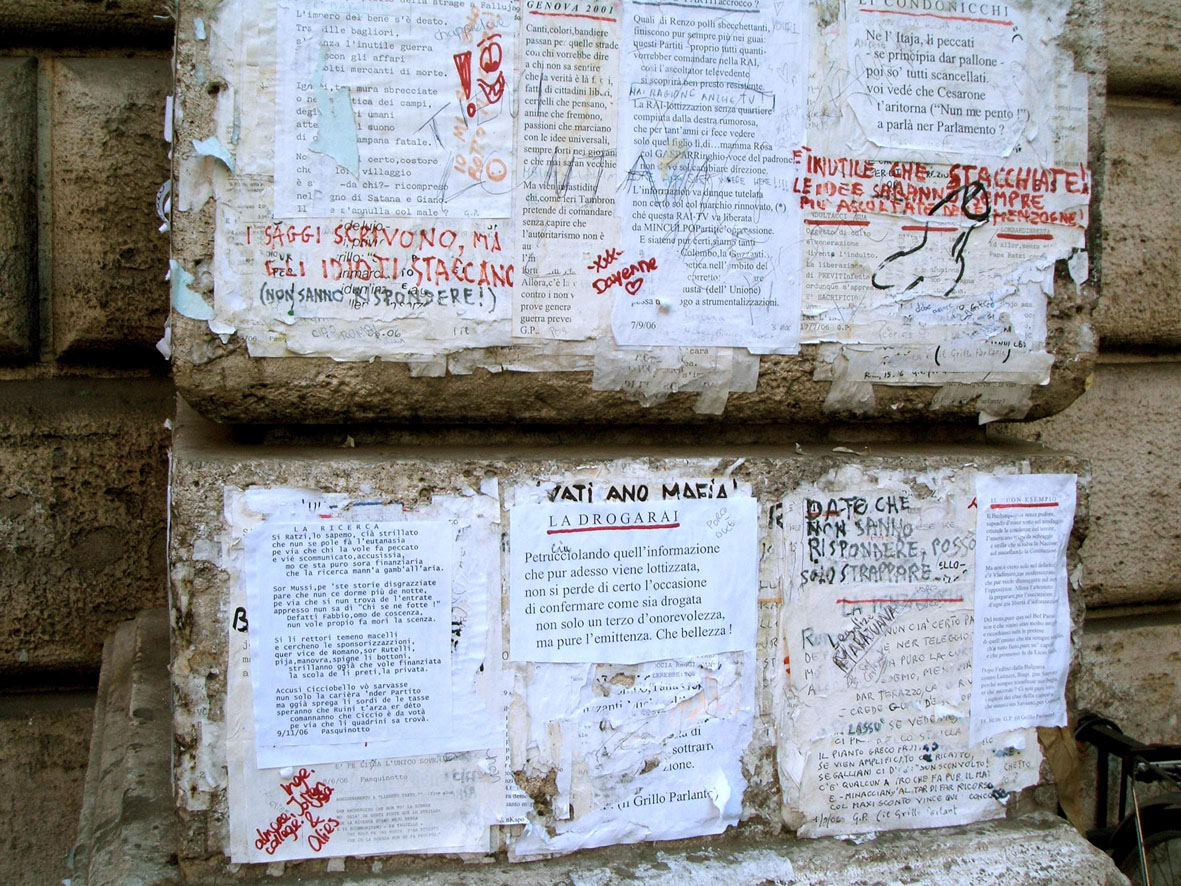
Сучасні пасквилі, наклеєні на Пасквіно, одну з Римських статуй, що говорять

Історія анонімного висловлення політичної незгоди є тривалою та з важливими наслідками, як, наприклад, Листи Юніуса чи Кандид Вольтера, або непристойною як у пасквілях. Згідно традицій анонімної британської політичної критики, Федераліст Пейперз було анонімно створено трьома батьками-засновниками США. Без публічного дискурсу щодо контроверсійного вмісту Конституції США ратифікування потребувало б значно більше часу, поки одиниці пропрацьовували недоліки. Декларація незалежності США, однак, не була анонімною. Якби її не підписали, вона б могла бути менш ефективною. Джон Перрі Барлоу, Джойчі Іто та інші блогери Сполучених Штатів висловлюють дуже сильну підтримку анонімному редагуванню як одній з базових вимог відкритої політики, яку провадять в мережі Інтернет.

## Анонімність та псевдонімність в мистецтві
Анонімність має прямий стосунок до ідеї обскурантизму чи псевдонімності, за яких митець чи група намагаються залишитись анонімними з різних причин, на кшталт: додання елементу загадковості до себе та/або своєї роботи, уникнення культу особи чи апофеозу, коли харизма, врода, багатство та/або інші недоречні аспекти особи (осіб), а не власне робота, є основною причиною зацікавленості у їхній роботі; також здатність прорватись у галузь чи сферу інтересів, де зазвичай домінують чоловіки, наприклад, Джеймс Тіптрі Джуніор, відомий автор наукової фантастики, ким насправді була жінка на ім'я Еліс Бредлі Шелдон, або Джей Ті Лерой. Причини такого підходу різняться. Дехто, як-от Томас Пінчон та Дж. Д. Селінджер, що начебто хотів уникнути всебічної уваги, просто хочуть жити приватним життям. Серед інших є авангардний ансамбль The Residents, костюмований комедійний рок-гурт The Radioactive Chicken Heads та, до 2004 року, музикант Jandek.
Це явище часто застосовують у художній літературі, від Самотнього Рейнджера та Супермена, до Бетмена, де особу персонажа приховано. 

## Математика анонімності
Припустимо, що лише Аліса, Боб і Керол мають ключі до банківського сейфу, і що одного дня вміст цього сейфу зникає (замок не пошкоджено). Без додаткової інформації ми не можемо впевнитись, хто саме — Аліса, Боб чи Керол — спустошили сейф. Що цікаво, для кожного елементу з множини {Аліса, Боб, Керол} існує ймовірність в ⅓, що саме він проник до сейфу. Проте, оскільки жодного з них не звинуватили зі 100 % впевненістю, ми повинні вважати, що справжній зловмисник є анонімним.
Анонімність не є абсолютом — міра анонімності особи може коливатись. Якщо Керол має чітке алібі на момент проникнення, то можна зробити висновок, що це, швидше всього, були Аліса чи Боб. Іншими словами, ймовірність причетності для {Аліса, Боб, Керол} тепер становить ½, ½ і 0 відповідно. Таким чином, анонімність зменшується: ми все ще не знаємо «хто це зробив» (для нас, проникач все ще анонімний), але наші підозри щодо Аліси та Боба зростають (⅓<½). Також, у цьому конкретному випадку, проникач вже не є повністю анонімним, оскільки і Аліса і Боб зараз знають «хто це зробив».